# Аксіологічна психологія особистості
Аксіологічна психологія особистості — новітня царина персонологічних студій, суголосних сучасним науковим пошукам постнекласичних парадигмальних варіантів цілісного дослідження феномену особистості. Концепцію вперше запропоновано і досліджено Карпенко Зіновією Степанівною — українським науковцем, доктором психологічних наук. 
Основні аспекти
- культурно-історичний, що відстежує процес присвоєння індивідом заданих суспільством духовних цінностей як зразків соціально бажаної поведінки;
- психодинамічний аспект, що відстежує зворотній бік аксіогенезу як знаходження шляхів актуалізації вроджених духовних інтенцій у просторі соціальних зв'язків особистості;
- феноменологічно-рефлексивний аспект, що являє собою взаємне проникнення обох вищеназваних напрямів дослідження і заснований на уявленні про нерозривну єдність об'єктивних і суб'єктивних джерел аксіогенезу особистості та їх представленість у внутрішньому (феноменологічному) світі людини, вищим проявом якого є ціннісно-смислова свідомість з притаманними їй рефлексивним атрибутами.

Основну тенденцію поступального аксіогенезу особистості відображає принцип інтегральної суб'єктності, що виражає сходження людини до вершин духовної досконалості через послідовні, еволюційно вмотивовані стадії. Суб'єктом аксіогенезу є особистість як трансцендентальний духовний суб'єкт, носій ноуменальних визначень людини, а також її феноменальних, атрибутивних репрезентацій. Здатність людини до самоактуалізації проявляється у висхідній телеологічній перспективі. Аплікація синергетичної парадигми і холістичного підходу на обґрунтування психології особистості у спектрі різноманітних суб'єктно-персонологічних прекцій гарантоване функціями інформаційно-комунікативної медіації, енергетичної атракції, взаємного (кругового) ціннісно-цільового зв'язку в цілісному динаміному хронотопі людського існування, що знімає фактор хаотичних, реактивних, ситуативних поведінкових реакцій фактором свідомо і відповідально вмотивованого вчинкування.